# Phaecasium lampsanoides
Phaecasium lampsanoides là một loài thực vật có hoa trong họ Cúc. Loài này được Cass. miêu tả khoa học đầu tiên.